# John Norman Jnr
John Norman Jnr (* 15. Juni 1974 in Paradise, Neufundland und Labrador) ist ein kanadischer Dartspieler.

## Karriere
John Norman Jnr nahm 2006 und 2007 an den Canadian Open teil und gewann 2015 die Ontario Open. 2016 nahm er am World Masters teil, wo er in Runde 1 an Glen Durrant scheiterte. Wenig später gewann er den WDF Americas Cup und Anfang 2017 konnte er sich über die PDC Qualifying School eine Tour Ccard für die PDC Pro Tour erspielen. Beim World Cup of Darts 2017 vertrat er zusammen mit John Part Kanada erstmals bei diesem Turnier. In der ersten Runde besiegte das Duo János Végső und Zoltán Mester aus Ungarn. Im Achtelfinale unterlag das kanadische Team dann Österreich. In seinem zweiten Jahr auf der PDC Pro Tour nahm Norman kaum an Turnieren teil, erreichte jedoch das Finale der North American Championship Anfang Juli, welches er mit 4:6 gegen seinen Landsmann Jeff Smith verlor. Beim US Darts Masters 2018 verlor er gegen den Nordiren Daryl Gurney in der ersten Runde. Als Sieger der CDC-Tour qualifizierte sich Norman erstmals für die PDC World Darts Championship 2022.
Zuvor nahm Norman an den World Masters 2022 Anfang Dezember teil. Er überstand dabei die Gruppenphase und sein erstes K.-o.-Spiel, trat sein zweites K.-o.-Spiel gegen Tonny Veenhof jedoch nicht an. Bei den einen Tag später ausgetragenen World Open war Norman dann wieder dabei, er unterlag jedoch bereits in Runde zwei Ben Hazel. Auch am Qualifier für die WDF World Darts Championship 2023 nahm er teil und spielte sich dabei bis ins Endspiel, welches er jedoch denkbar knapp mit 5:6 gegen Shaun McDonald verlor.

## Weltmeisterschaftsresultate

### PDC
- 2022: 1. Runde (1:3-Niederlage gegen  Chas Barstow)